# Saint-Raphaël Var Handball
Saint-Raphaël Var Handball, francuski klub piłki ręcznej mężczyzn, powstały w 1963 r. z bazą w Saint-Raphaël. Klub występuje w rozgrywkach w Division 1.

## Sukcesy
- Mistrzostwa Francji:
  -  2012